# 愛德華·迪特爾
愛德華·沃爾拉特·克里斯蒂安·迪特爾（德語：Eduard Wohlrat Christian Dietl，1890年7月21日—1944年6月23日）是一位德國陸軍將領，最高軍階為陸軍大將，以指揮德軍山地獵兵和在挪威戰役中攻取納爾維克而聞名，也是第一位授封橡葉騎士鐵十字勳章（1940年6月19日），於1944年6月23日因飛機失事而去世，納粹政府予以國葬。
迪特爾是國家社會主義德意志勞工黨的元老黨員，黨員編號為524（由於國社黨早期希望紙面上擁有眾多黨員，因此編號從501開始），甚至早於阿道夫·希特勒（555號）。

## 生平

### 第一次世界大戰
愛德華·迪特爾（Eduard Dietl）是財政委員愛德華·迪特爾（Eduard Dietl）和妻子莉娜（Lina, née Holzhausen）的兒子。1909年，他從羅森海姆高中畢業。
1909年10月1日，迪特爾作為一名士兵加入巴伐利亞陸軍第5步兵團“黑森大公恩斯特·路德維希”。
1910年10月至1911年8月他就讀於慕尼黑的巴伐利亞戰爭學校，並於1911年10月26日被任命為中尉。自1911年10月起，他擔任第5步兵團機槍連排長，並於1914年8月擔任第1營副官。第一次世界大戰期間，他被部署在西線，並於1914年10月和1918年10月受傷。1915年1月，迪特爾來到第1步兵團「國王」的後備營，1915年3月又來到第5步兵團的後備營。隨後，他在戰場上擔任第一營副官。1915年7月9日晉升為中尉。1916年11月，他被任命為第7步兵旅第2副官。1917年10月任步兵第5團副官，1917年12月任步兵第7旅副官。
迪特爾於1914年9月16日獲頒二級鐵十字勳章，並於1916年9月3日獲頒一級鐵十字勳章。

### 魏瑪共和國
1919年2月，迪特爾被調回第5步兵團。1919年4月，他加入埃普自由軍團擔任連長，並參與了1919年5月摧毀慕尼黑蘇維埃共和國的行動。埃普自由軍團併入臨時國防軍後，迪特爾於1919年8月19日晉升為上尉。
根據一個非常不確定的口頭傳說，據說是迪特爾推薦希特勒在國防軍擔任「教育官員」。事實上，第4集團指揮部的卡爾‧邁爾上尉已經安插了希特勒進入威瑪軍隊。至少希特勒在1944年7月1日為迪特爾發表的悼詞中表示，迪特爾讓他得以與自己的上司交談。
迪特爾是為纳粹党的前身，德國工人黨首批160名黨員之一（黨員號524）。1920年9月任第3集團第1連連長。他於同年退黨，據他自己的說法，因為「作為一名現役軍官，他不被允許成為某黨黨員」。然而他仍然與黨和希特勒保持聯繫。
迪特爾參與了各種推翻共和國的陰謀和政變陰謀。按照計劃，他將在1920年慕尼黑卡普政變期間領導「軍官團體」。然而政變企圖在慕尼黑未能實現。佔領萊茵蘭後，德國工人黨制定了新計劃，根據該計劃，迪特爾的連將與來自“赫爾曼聯盟”的兩個連和來自衝鋒隊的一個連一起組成一個營。自1923年春以來，迪特爾一直在對慕尼黑衝鋒隊進行軍事訓練。
迪特爾並沒有參與啤酒罐政變的準備工作。1923年11月8日晚，他本應領導衝鋒隊、高地聯邦和赫爾曼聯盟部隊的夜間訓練。儘管他批准了旨在防止衝鋒隊武裝的措施，但他拒絕使用他的國防軍部隊來對付叛亂分子。團調查委員會後來拒絕承認任何不服從行為，因為沒有行動命令。但迪特爾被調往奧爾德魯夫軍事訓練區。
1924年4月，迪特爾成為慕尼黑步兵學校的督察兼戰術教官。1924年10月至1925年3月和1925年10月至1926年3月，他指揮步兵第19團。1928年10月，他加入了第3軍的參謀部，管理第19步兵團營。1930年2月1日，迪特爾被任命為少校，1931年2月成為第3步兵團營長。步兵第19團營。1930/31年，他參加了第一屆德國陸軍山地領袖課程，並於1931年4月1日被任命為陸軍山地兵教員。1933年2月1日晉升中校。他在1926年結婚，並育有四個孩子。

### 納粹時期

#### 戰前時期
從1934年4月起，他成為第19步兵團的參謀人員，1934年11月，迪特爾成為雷根斯堡第20步兵團的指揮官。1935年1月1日，迪特爾晉升為上校，並於1935年10月接任菲森第99山地步兵團團長。1938年4月1日，迪特爾晉升為少將，並於1938年5月被任命為駐格拉茨的第3山地師指揮官，除其他外，他還擔參與過1938年入侵蘇台德地區

#### 第二次世界大戰

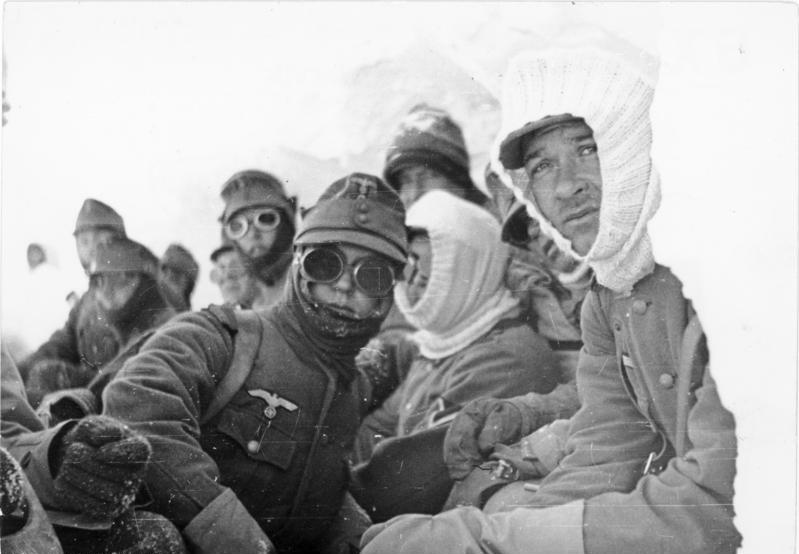
納爾維克戰役中的德國山地獵兵

作為第3山地師的師長，他參與了1939年入侵波蘭的行動。1940年4月1日晉升為中將。在希特勒親自乾預後，他收到了佔領納爾維克礦港的命令，作為威悉演習行動的一部分。1940年4月初，他和他所在師的2,000名士兵被十艘德國海軍驅逐艦帶到納爾維克。1940年4月9日入侵中立國挪威後，他與盟軍進行了長達三個月的激烈戰鬥。在納爾維克戰役中，2,000名山地步兵和2,500名海軍陸戰隊員與大約25,000名盟軍士兵作戰，直到6月的西部戰役導致盟軍撤軍。
1940年5月9日，迪特爾被授予騎士鐵十字勳章，6月15日被任命為挪威山地軍團司令。1940年7月19日，希特勒晉升為步兵上將（後改為山地兵上將），並授予他橡葉騎士十字勳章，成為第一位國防軍軍官。
在進攻蘇聯期間，迪特爾的部隊越過北冰洋北部的芬蘭和蘇聯邊境。他的任務是保衛芬蘭佩薩莫附近的鎳礦，然後向更遠的東部進攻。然而，對薩帕德納亞麗莎號的幾次進攻都在代價高昂的戰鬥中失敗了。切斷摩爾曼斯克與蘇聯的陸地聯繫是不可能的。歷史學家溫弗里德·海涅曼證明了迪特爾直接領導人民的能力，但認為他的指揮技能有限。從1941年6月4日起，迪特爾先後領導“芬蘭司令部”，該組織1942年1月14日更名為“拉普蘭陸軍最高司令部”，1942年6月22日起更名為“第20山地軍團最高司令部」。

#### 晉升大将

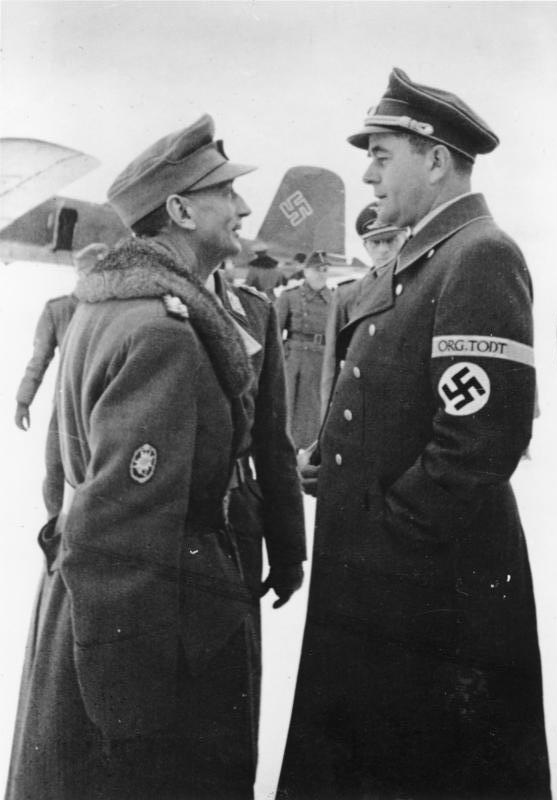
1944年初的北歐，迪特爾和阿尔伯特·施佩尔

1942年6月4日，希特勒前往芬蘭慶祝芬蘭總司令曼纳海姆的75歲生日，他將迪特爾提升為大将。根據雅各‧納布的記述，迪特爾並沒有辜負他的「元首」的信任：
「我們必須以內心的信念相信我們的最高統帥，並以神聖的熱情完成國防軍領導人所設定的任務——取得最後的勝利。」
即使沒有黨員身分（作為國防軍成員仍然被禁止），迪特爾也一直是國家社會主義的堅定支持者之一。1943年1月30日，希特勒授予他納粹黨金色黨徽。其關聯黨員（黨員編號9624401）應被暫停黨籍直至退出現役為止。1943年2月18日史達林格勒投降後戈培爾在體育宮演講中宣布「總體戰爭」時，迪特爾向他發電報「前線無限的同情」。1943年11月9日，在希特勒政變20週年之際，迪特爾宣布：
11月9日，德國人民紀念這一天，元首冒著巨大的風險，與少數堅定的人一起奪取了帝國的領導權，從而決定性地使德國的命運變得更好。[…]我們慶祝[…]無條件忠誠於領導人、帝國理念、國家榮譽和德國人民的民族共同體的日子。

活動的焦點是迪特爾在慕尼黑统帅堂台階上發表的关于堅持不懈的演講：
前線士兵知道，這是德國人民的命運之戰，全世界的猶太人聯合起來摧毀德國和歐洲。[……]戰爭是天意不可阻擋的淨化者。我鄭重聲明：我相信元首！

#### 墜機身亡

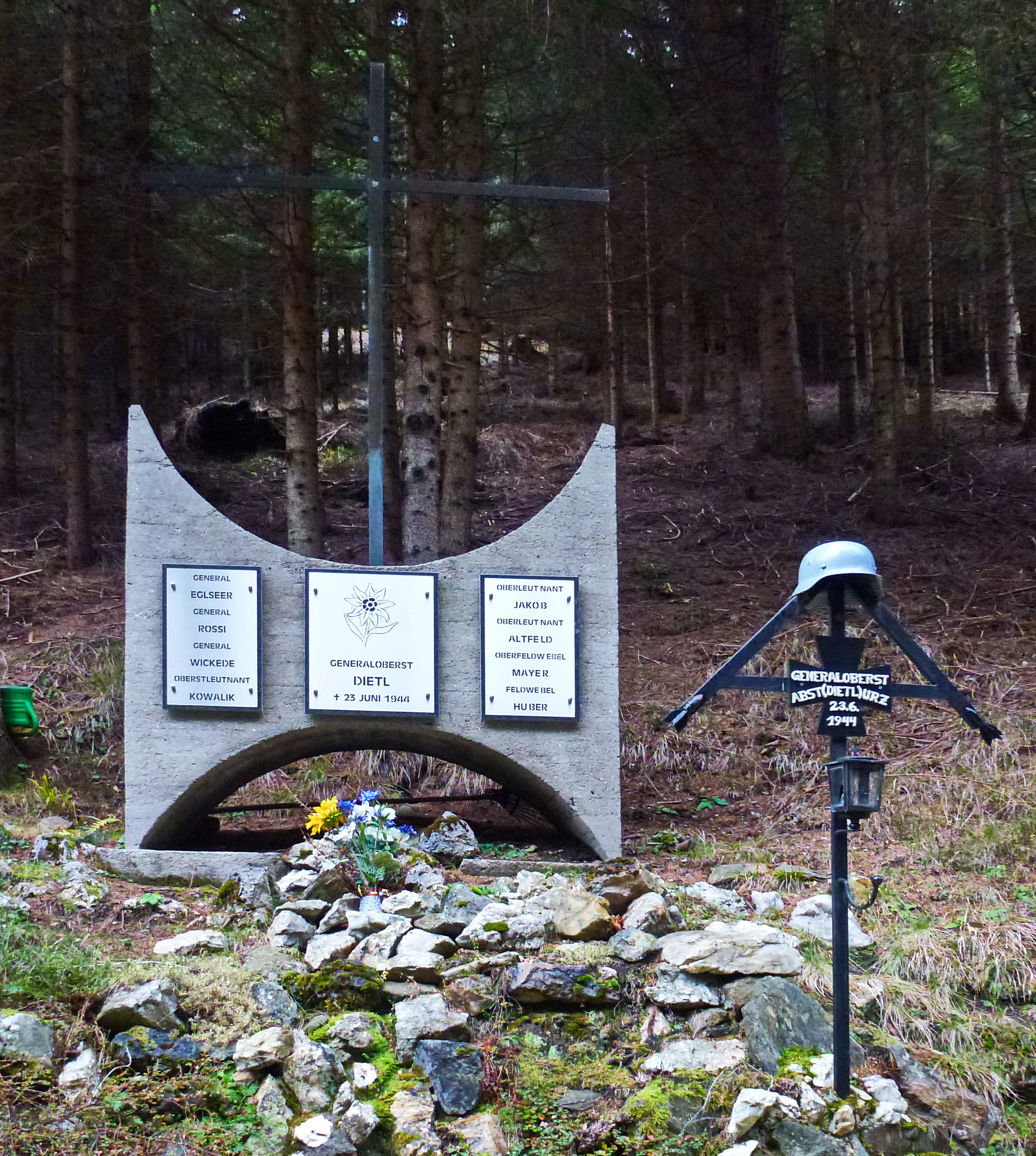
迪特爾的墓地

1944年6月23日，迪特爾奉命前往伯格霍夫會見希特勒。他關於在挪威派遣士兵加強東線戰線的建議激怒了希特勒，會議被迫中斷。在回程途中，他的Junkers52飛機在瓦尔德巴赫的韋克瑟爾山的施蒂裡亞一側墜毀。隨行的卡爾·埃格爾塞爾（Karl Eglseer）、弗蘭茨·羅西（Franz Rossi）和托馬斯·埃米爾·馮·威克德（Thomas-Emilvon Wickede）等軍官與迪特爾一起陣亡。由於擔心這會給與芬蘭正在進行的談判帶來壓力，他的死訊被保密了一周。葬禮上廣播播放了希特勒以迪特爾為例關於「國家社會主義軍官類型」的演講。在軍事單位，國家社會主義指揮官員安排了一起接受這次宣傳演講，例如在第253步兵師成員。根據歷史學家溫弗里德·海涅曼（Winfried Heinemann）的說法，在這次演講中，希特勒字面意思是，他失去了一位“昂貴而忠誠的朋友”迪特爾，他始終是「國家社會主義者…」不是口頭上的，而是透過意願、考慮和也是「心之後」。1944年7月1日，迪特爾被追授騎士十字勳章，第139山地步兵旅被命名為「迪特爾將軍旅」。希特勒國防軍1944年7月1日的每日命令指出：「作為一名狂熱的國家社會主義者，迪特爾上將自我們運動的戰鬥開始以來，就以堅定不移的忠誠和熱情的信念親自為大德意志帝國工作。」
即使在第二次世界大戰期間，也有傳言稱這次墜機可能是希特勒的破壞行動，但事實證明這些都是沒有根據的。迪特爾被安葬於慕尼黑北部公墓。他的墓碑上刻著他的姓氏和「納爾維克盾牌」。

## 意识形态和战争罪行

### 种族主义

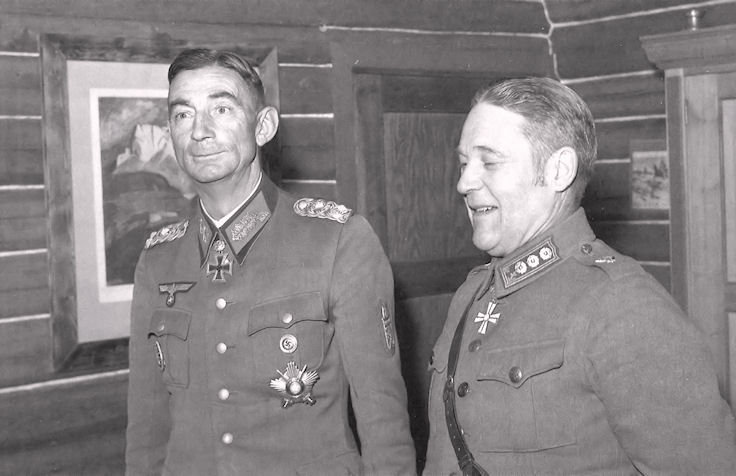
1943年，迪特爾和芬蘭將領羅恩·威廉諾（Roin Willamo）

迪特爾的種族主義情緒表現在他“對各級上級的非常嚴重的警告”中，在1942年聖誕節前不久，他希望收緊有關德國士兵與北歐國家婦女結婚的普遍適用的規定（在佔領北歐國家期間，德國士兵普遍與當地女子結合或通婚，所生孩子被稱為Tyskerbarna（ “德國兒童”）或Krigsbarna（“戰爭兒童” ） ，在挪威，人們用侮辱性的字眼「Tyskertøs」（「德國妓女」來稱呼他們的母親）。他斷然拒絕德國士兵和挪威婦女之間的婚姻，一方面是因為“她們……只是鄰國人民的非常低素質的代表”和“種族劣木”（rassisches Treibholz），另一方面是因為在他的祖國有這樣的機會：「數十萬新鮮的德國女孩，不幸的是，許多年輕的戰士寡婦也在等待我們歸來的士兵」。
迪特爾被認為非常受歡迎。宣傳中大力強調與下屬的良好關係。這就是為什麼他無疑成為最受歡迎的德國軍事領導人之一和「國民服役模範將軍」。

### 戰爭罪行
有幾起事件證明迪特爾犯有戰爭罪或反人類罪：第一件事涉及1941年6月陸軍司令部倡議制定的「政委令」的傳遞。1941年3月30日，希特勒在一次演講中直言不諱地呼籲對蘇聯犯下戰爭罪；他宣稱，在這場「兩種世界觀之間的鬥爭中，軍隊必須放棄士兵同志情誼的立場」。該命令也透過馮法爾肯霍斯特大將領導下的挪威山地軍團傳遞給迪特爾將軍，並在那裡廣為人知。迪特爾第20山地軍團指揮區的戰俘也被移交給臭名昭著的安全局（SD）槍決。1968年至1978年，這些謀殺案一直是檢察官調查的對象。雖然因罪名無法明確而沒有定罪，但公訴人對犯罪事實本身並無懷疑。
第二項罪行涉及芬蘭和挪威北部被稱為「國防軍集中營」的戰地懲戒營。在挪威，迪特爾建造了撤退路線。來自托德組織的囚犯部隊（來自艾姆斯蘭集中營的「沼澤士兵」）被部署。在吉納堡/托爾高設立了更多單位；他們是來自芬蘭和挪威第1和第2戰地勞改營的奴隸勞工，迪特爾負責指揮他們的部隊。這些野外勞改營是軍事版的勞動滅絕。所謂的緩刑計畫包括從羅瓦涅米步行到北冰洋的佩薩莫，在此期間，許多力量不足的刑罰士兵被頸部中槍身亡。在1942年6月16日的一次演講中，迪特爾本人威脅說，如果受刑罰的士兵不參加行軍，他就會殺死他們。

## 註腳
1. ↑  Heinemann（1995年），第100页
2. ↑  Mitcham（1996年），第67页
3. ↑  Kershaw（2008年），第75-76页